# Кагановська Тетяна Євгеніївна

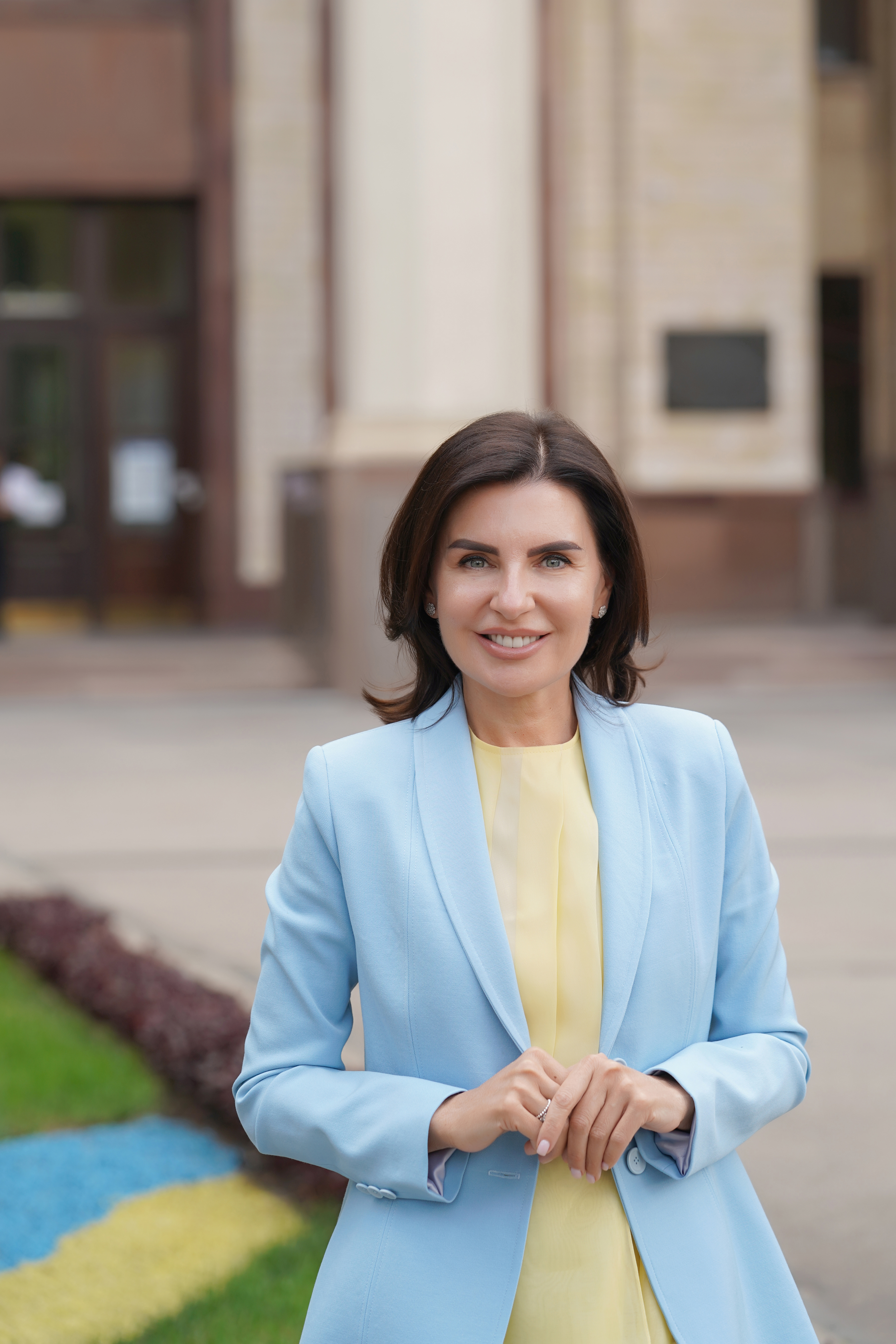
Ректорка Каразінського університету Тетяна Кагановська

Тетяна Євгенівна Кагановська, до шлюбу Кушнарьова (нар. 11 жовтня 1975, Мелітополь) — українська правознавиця, докторка юридичних наук, професорка. З 14 липня 2021 року — ректорка Харківського національного університету імені В. Н. Каразіна.

## Біографія
Народилася 11 жовтня 1975 року в Мелітополі в родині Євгена та Валентини Кушнарьових. Має брата-близнюка Андрія. У 1997 році закінчила Національну юридичну академію в Харкові. Одружена, має доньку і двох синів.

## Діяльність
З 2004 року була виконувачкою обов'язків декана юридичного факультету Харківського національного університету імені В. Н. Каразіна. 2005 року була призначена деканкою цього факультету.
2005 року вступила до партії «Нова демократія», пізніше — Партію регіонів. Балотувалася на дострокових парламентських виборах 2007 року за списком Партії регіонів. Депутатка Харківської обласної ради (2006—2010).
У травні 2012 року захистила докторську дисертацію на тему «Адміністративно-правові засади кадрового забезпечення державного управління в Україні» в Інституті держави і права імені В. М. Корецького НАНУ, доктор юридичних наук за спеціальністю 12.00.07 — адміністративне право і процес; фінансове право; інформаційне право.
2 червня 2021 року обрана ректоркою університету, випередивши в другому турі декана фізико-технічного факультету Ігоря Гірку. 12 липня того ж року наказом Міністерства освіти і науки України призначена (з 14 липня) ректоркою Харківського національного університету імені В. Н. Каразіна.
Діяльність Тетяни Кагановської під час повномасштабного етапу війни спрямована на збереження та розвиток університету , відновлення інфраструктури та підтримку міжнародної співпраці. Ректорка ініціювала створення безпечних освітніх просторів, програми підтримки студентів і викладачів, активно просуває ідеї турботливого лідерства та жіночої сили в управлінні. Під її керівництвом Каразінський університет зберігає стабільні позиції в міжнародному академічному рейтингу QS, займаючи друге місце серед українських вишів. Професорка є активною учасницею європейських освітніх платформ і виступає за адаптацію освітнього процесу до нових реалій.

## Критика щодо плагіату
В тексті докторської дисертації Тетяни Кагановської знайдено фрагменти, які збігаються з фрагментами праць інших авторів і не мають належних посилань. Захисники Кагановської стверджують, що ці фрагменти не містять наукової новизни та розміщені у відкритих джерелах в мережі Інтернет, і значна частина цих фрагментів являє собою усталені звороти, характерні для юридичних наукових праць. Крім того, поняття "плагіату" вперше з'являється в законі України "Про вищу освіту" у 2014 році, а докторська дисертація Тетяни Кагановської була захищена у 2012 році. Однак у п. 16 «Порядку присудження наукових ступенів і присвоєння вченого звання старшого наукового співробітника», затвердженому постановою Кабінету Міністрів України від 7 березня 2007 р. № 423, указано, що «У разі виявлення текстових запозичень, використання ідей, наукових результатів і матеріалів інших авторів без посилання на джерело дисертація знімається з розгляду незалежно від стадії проходження без права її повторного захисту. Виявлення в дисертації, авторові якої вже видано диплом доктора чи кандидата наук, текстових запозичень без посилання на джерело є підставою для порушення клопотання про позбавлення його наукового ступеня.» 
Під час кандидатування на ректорську посаду було висунуто звинувачення, що в роботах Кагановської міститься плагіат, зокрема, в її монографії виявили фрагменти тексту, начебто скопійовані і перекладені з робіт російських професорів Андеміркана Хачімовича Шидова і Павла Петровича Вострікова.
Також було висунуто звинувачення, що 26 сторінок докторської дисертації Кагановської (7 %) містили збіги з текстами інших авторів за відсутності належних посилань.
У скарзі на адресу НАЗЯВО було вказано, що плагіат міститься на 41 сторінці (11 % основного тексту дисертації), а також у чотирьох висновках до 3-го розділу та у висновках № 12 та 16 дисертації.
5 жовтня 2023 р. Харківський окружний адміністративний суд у справі № 520/25971/23 (суддя Юрій Олександрович Супрун) фактично визнав Комітет з питань етики НАЗЯВО неправомочним розглядати плагіат у докторській дисертації Т. Кагановської.

## Нагороди
- Орден княгині Ольги II ступеня
- Орден княгині Ольги III ступеня[1].
- Почесне звання «Заслужений юрист України»[1].
- Почесна грамота Харківської обласної державної адміністрації (Розпорядження Голови Харківської обласної державної адміністрації № 553 від 14 жовтня 2014 року) — «за вагомий особистий внесок у розвиток правової держави, захист конституційних прав і свобод громадян, зміцнення законності та правопорядку, високий професіоналізм».[14]

## Публікації
- Kaganovska T. Karazin University: 219 Years of Social Responsibility // Kyiv Post. Jan. 29, 2024.
- Kaganovska T. Kharkiv's Classical Karazin University: Reflections on a New Mission for Its 219th Anniversary // Kyiv Post. Nov. 17, 2023.
- Кушнарьова Т. Правовідносини, що складаються між суб'єктами податкового права, та іх особливості (укр.) // Право України. — 2000. — № 6. — С. 104. — ISSN 0132-1331 [Архівовано 20 жовтня 2021 у Wayback Machine.].

- Кагановська Т. Щодо поняття та змісту сучасного державного управління // Право України. — 2010. — № 12 (12 серпня). — С. 152—157. — ISSN 0132-1331.
- Також брала участь у написанні статей для Великої української юридичної енциклопедії.[15]